# Rhododendron viscistylum
Rhododendron viscistylum är en ljungväxtart som beskrevs av Takenoshin Nakai. Rhododendron viscistylum ingår i släktet rododendron, och familjen ljungväxter. Inga underarter finns listade i Catalogue of Life.